# 더 헌팅 (1999년 영화)
《더 헌팅》(영어: The Haunting)은 미국에서 제작된 얀 더본트 감독의 1999년 초자연 공포 영화이다. 리엄 니슨, 캐서린 지타존스, 오언 윌슨, 릴리 테일러, 메리언 셀더스, 브루스 던, 토드 필드, 버지니아 매드슨 등이 출연하였다. 셜리 잭슨이 1959년에 발표한 소설 "The Haunting of Hill House"를 1963년 동명 영화에 이어 두 번째로 영화화하였으며, 수전 아널드 등이 제작에 참여하였다.
이 영화는 미국에서 1999년 7월 23일 개봉하였다.
원래는 1996년 스티븐 스필버그와 스티븐 킹이 협업하던 프로젝트였으나 창작 견해 충돌로 두 사람이 갈라서면서 무산되었고, 후에 스필버그의 제안으로 얀 더본트가 넘겨받았다. 스티븐 킹은 당시 작업을 2002년 ABC 미니시리즈 《로즈 레드》에 녹여내었다.

## 줄거리
넬은 지난 11년간 보스턴 어머니 집에 살며 어머니 간병을 도맡아왔다. 어머니가 사망한 후 넬은 언니 제인이 어머니를 속여 형부가 집 권리를 양도 받도록 유언장을 작성했다는 사실을 알게 된다.
평소 불면증을 앓는 넬은 살 곳이 없어진 김에 장기 불면증 연구에 참여하기로 하고 물려받은 유일한 물건인 어머니 차를 몰고 실험 장소인 매사추세츠주 버크시어스 매너하우스에 도착한다.
하지만 데이비드 매로 박사가 실제로 연구하는 주제는 불면이 아니라 공포였고, 생활 반경에 갖은 조작을 가해 실험 참가자들을 그들이 두려워하는 대상 앞에 노출시켜 생생한 반응을 관찰하는 게 진정한 의도였는데...

## 출연
- 릴리 테일러 - 엘리너 "넬" 밴스 역
- 리엄 니슨 - 데이비드 매로 박사 역
- 캐서린 지타존스 - 시어도라 "시오" 역: 양성애자.
- 오언 윌슨 - 루크 샌더슨 역
- 메리언 셀더스 - 더들리 부인 역
- 브루스 던 - 더들리 씨 역
- 앨릭스 커롬제이 - 메리 램베타 역
- 토드 필드 - 토드 해킷 역
- 버지니아 매드슨 - 제인 밴스 역
- 마이클 캐버노 - 맬컴 키오 박사
- 톰 어윈 - 루 프레더릭스 역
- 찰스 거닝 - 휴 크레인 역

## 기타 제작진
- 보조 제작: 마티 P. 유잉
- 배역: 랜디 힐러
- 미술: 에우헤니오 사네티
- 의상: 엘런 미로지닉
- 특수 효과: 필 티핏, 크레이그 헤이스

## 우리말 녹음
SBS 성우진 (2005년 1월 23일)
- 김혜미 - 엘리너 (릴리 테일러)
- 이봉준 - 매로 박사 (리엄 니슨)
- 엄현정 - 시오 (캐서린 지타존스)
- 변현우 - 루크 (오언 윌슨)
- 이연희
- 손종환
- 이자명